# Herrenkrug Parkhotel an der Elbe

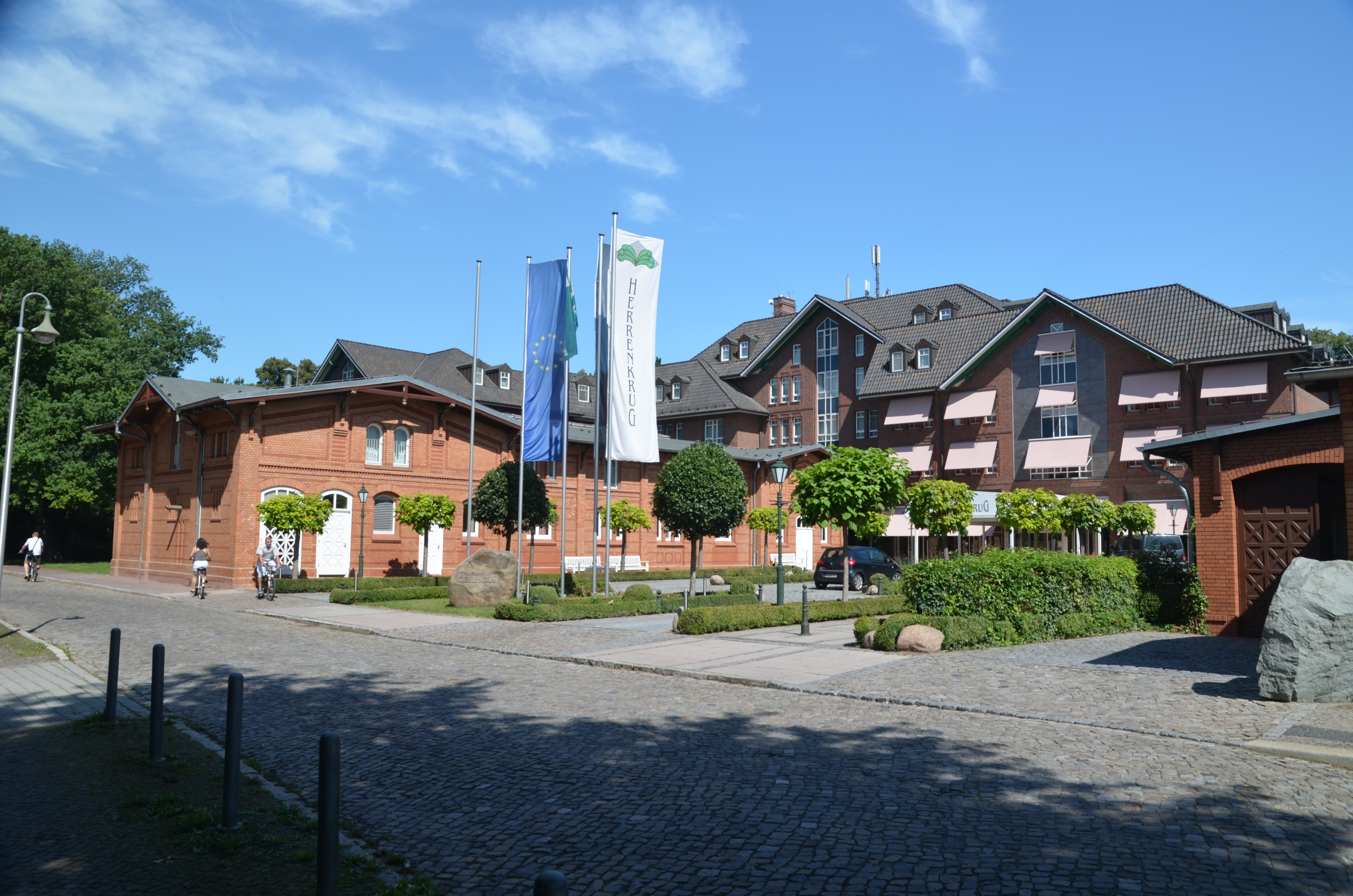
Herrenkrug Parkhotel an der Elbe

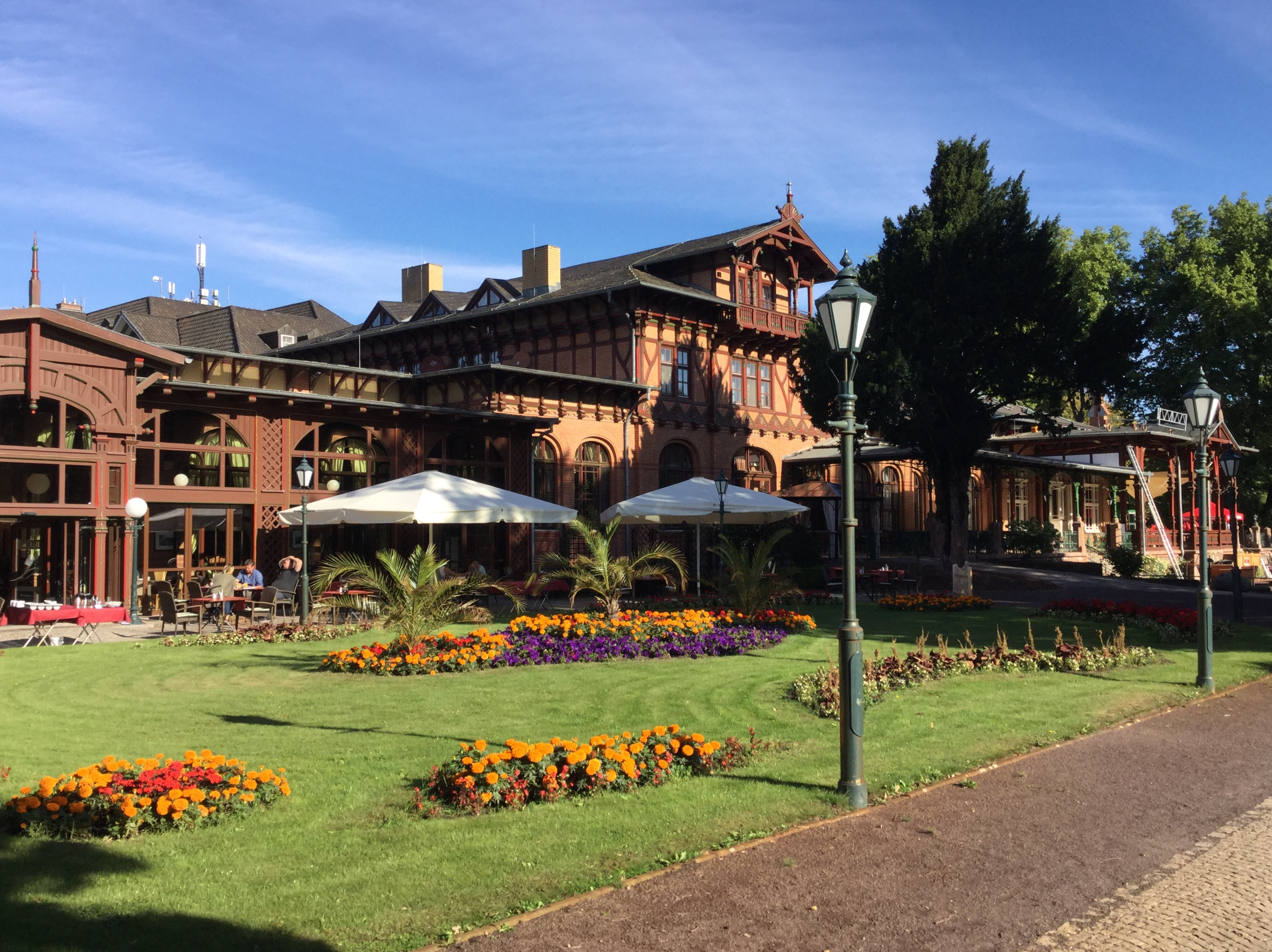
Neues Gesellschaftshaus

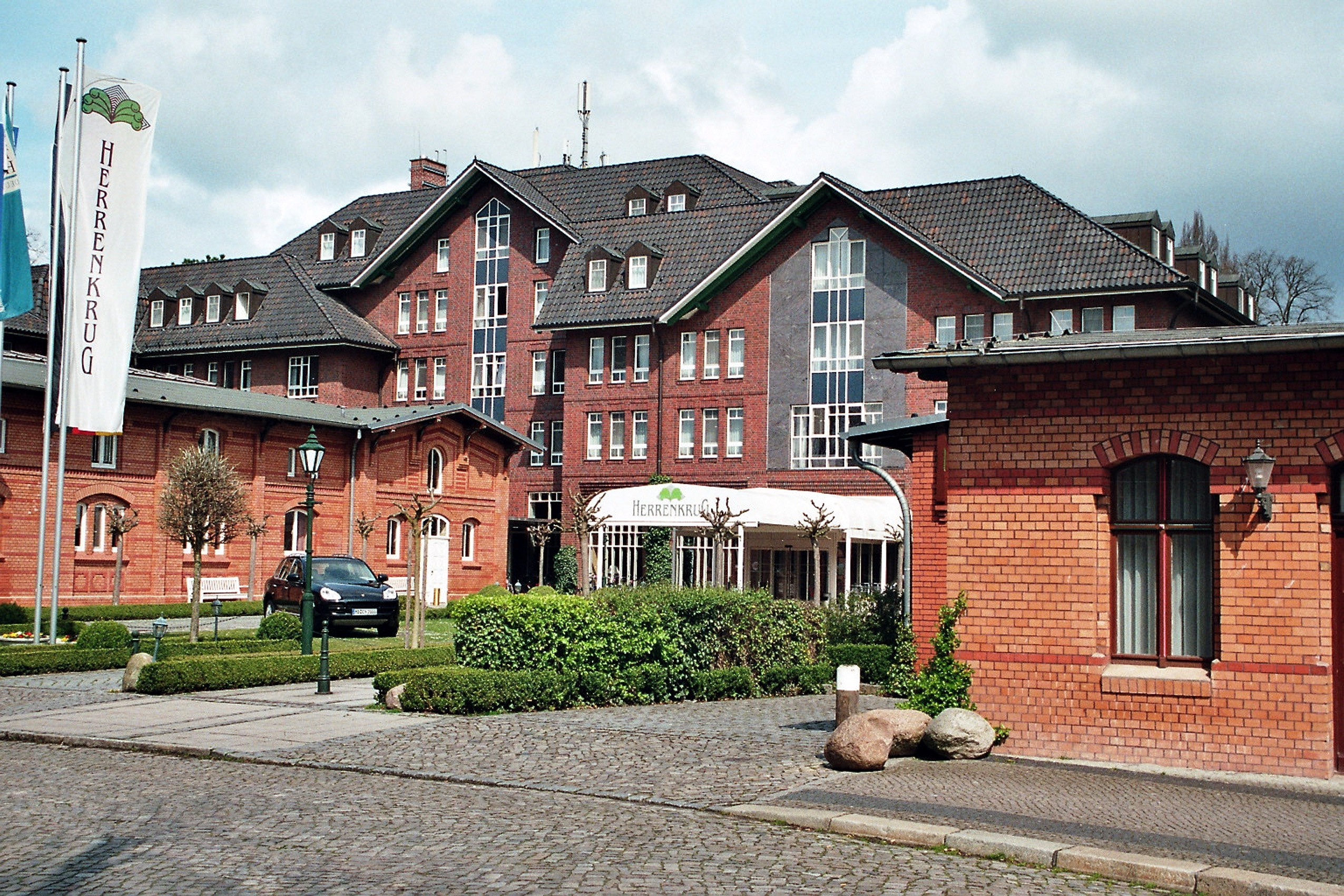
Hotelkomplex

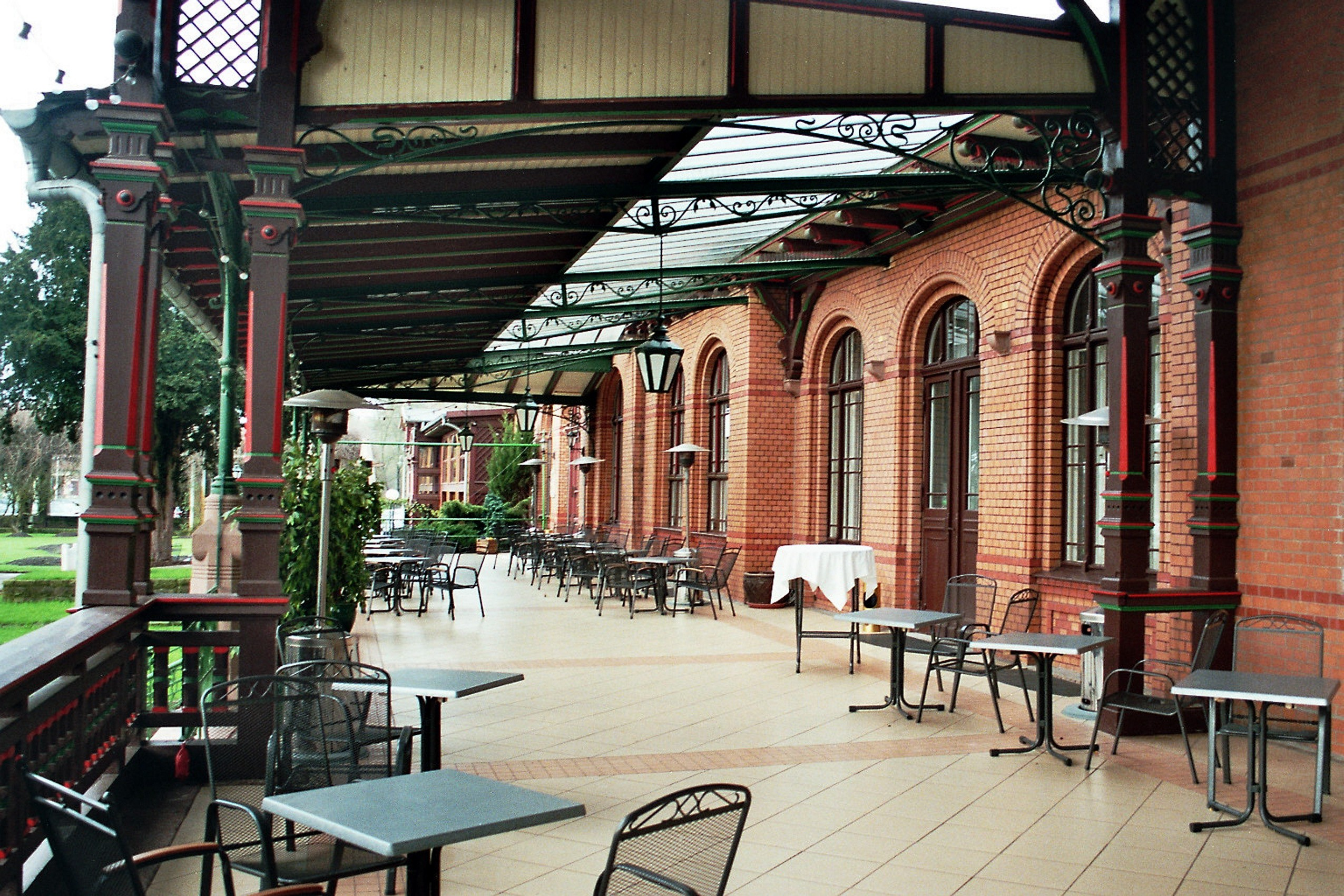
Außenbereich, 2008

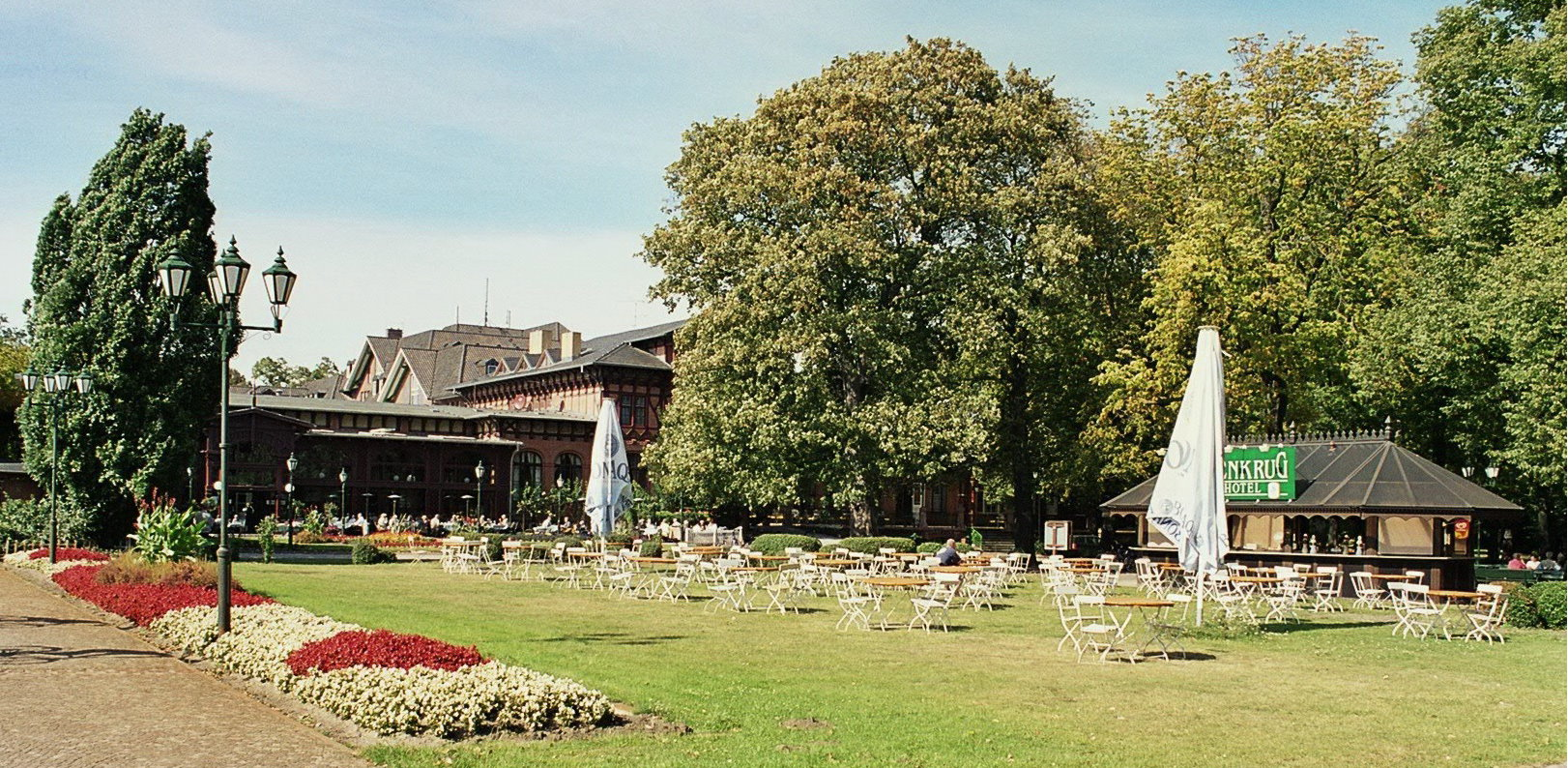
Biergarten, 2004

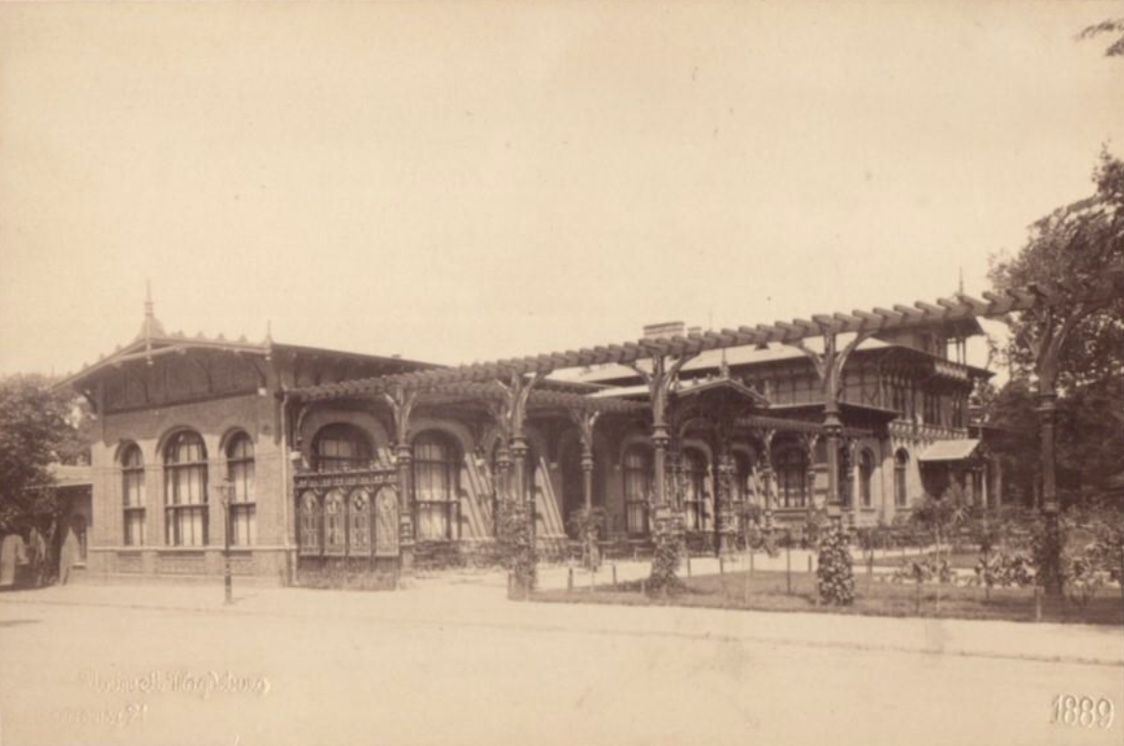
Gebäude im Jahr 1889

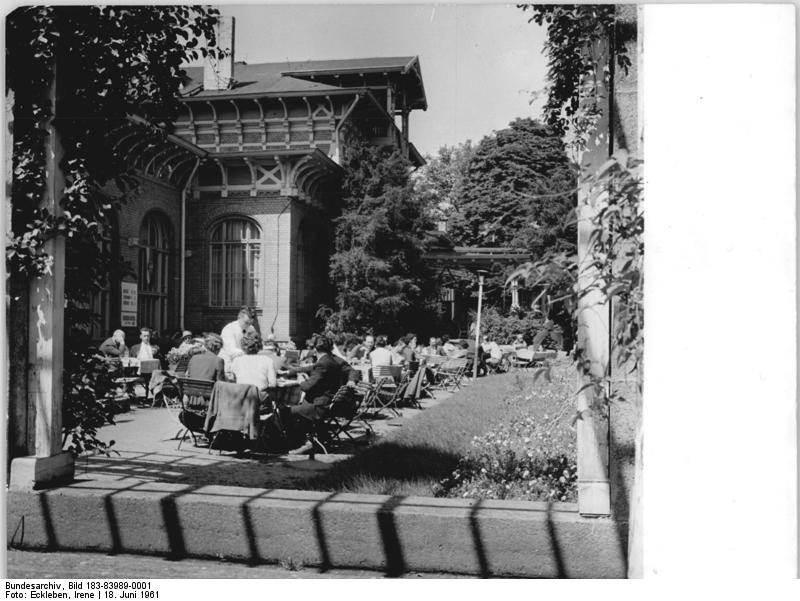
Parkgaststätte Herrenkrug, 1961

Das Herrenkrug Parkhotel an der Elbe ist ein Hotel in Magdeburg in Sachsen-Anhalt. Teile des Gebäudekomplexes, das sogenannte Neue Gesellschaftshaus Herrenkrug, stehen unter Denkmalschutz.
Seit Januar 2018 wird das Hotel durch die Dorint GmbH geführt und als Dorint Herrenkrug Parkhotel Magdeburg betrieben.

## Lage
Es befindet sich im Stadtteil Herrenkrug im Herrenkrugpark an der Adresse Herrenkrug 3. Etwas weiter westlich des Hotels fließt die Elbe. Von Süden führt die Herrenkrug-Allee auf das Hotel zu.

## Ausstattung
Das Hotel wird als Vier Sterne superior Haus betrieben und gehört nach diversen Auszeichnungen zu den besten Tagungshotels in Deutschland. Es verfügt über 147 Zimmer sowie im denkmalgeschützten Teil über einen im Jugendstil gestalteten Festsaal sowie Jugendstil-Restaurant mit Wintergarten und Terrasse. Darüber hinaus besteht ein SPA mit Panoramaschwimmbad, Bar und Biergarten.

## Architektur und Geschichte
Die Ursprünge einer gastronomischen Nutzung in diesem Bereich gehen bis in das Jahr 1676 zurück. In diesem Jahr wurde vom Magdeburger Rat, dem das Gebiet gehörte, hier ein Wärterhaus angelegt, um die Wilderei zu bekämpfen. Das Gebäude wurde dann überwiegend als Wirtshaus genutzt. Damals war die vorbeiführende Straße die Verbindung von Magdeburg nach Burg. Da das zunächst als Neuer Krug bezeichnete Gasthaus sich im Besitz der Ratsherren befand, entstand der Name Herrenkrug. Es wurden auch bereits Unterkunftsmöglichkeiten angeboten. Der Pächter hatte auch eine Elbfähre, eine Meierei sowie die landwirtschaftlich und forstlichen Nutzungen zu betreuen. So wurden Kühe und Schafe gehalten.
Zum Ende des 18. Jahrhunderts gehörten zum Herrenkrug neben drei Feuerstellen 12,5 Morgen Acker, 360 Morgen Wiese und 300 Morgen Forst mit Eichen und Rüstern. Überliefert ist, dass von 1791 bis 1803 der aus Klein Ottersleben stammende Oberamtmann Steinkopf erfolgreicher Pächter und auch 865 Obstbäume bewirtschaftete.
Nach der französischen Besetzung Magdeburgs ab 1806 verfiel das Wirtshaus und wurde schließlich 1813 auf Befehl des französischen Gouverneurs abgerissen. Es wurde durch ein Schützenhaus der Pfälzer Kolonie ersetzt. Nach Abzug der französischen Truppen im Jahr 1814 gewann der Herrenkrug wieder an Bedeutung. Auf den Magdeburger Oberbürgermeister August Wilhelm Francke geht die ab 1818 erfolgte Anlage des Herrenkrugparks zurück.
Das Schützenhaus wurde dann abgerissen und 1843/44 durch das im Stil des Klassizismus gestaltete Alte Gesellschaftshaus ersetzt, in dem viele Feste und Bälle veranstaltet wurden. Der Herrenkrug entwickelte sich zu einem bedeutenden Ausflugsziel für die Naherholung der damals aufstrebenden Industriestadt Magdeburg. 1857 wurde für die Meierei ein hölzerner Eiskeller angefügt, in dem zur Kühlung von Milchprodukten aus der Elbe gebrochenes Eis aufbewahrt wurde.
1886 wurde die die Magdeburger Altstadt mit dem Herrenkrug verbindende Straßenbahnlinie in Betrieb genommen, was zu einem deutlichen Anstieg der Besucherzahlen führte. 1887 wurde ein neues repräsentatives Parkrestaurant, das Neue Gesellschaftshaus eröffnet. Es wurde unmittelbar westlich des Alten Gesellschaftshauses gebaut und verfügt über einen Festsaal mit großem Ausflugslokal. Der Entwurf stammte vom städtischen Hochbauamt unter Otto Peters. Die Bearbeitung des Entwurfs erfolgte durch Stadtbauinspektor Emil Jaehn. Die Meierei bestand nicht mehr. Im nun steinernen Eiskeller wurden Bier und Fleisch gelagert.
Doch auch das neue Restaurant war bald zu klein. Es erfolgten weitere Umbauten und Erweiterungen des Neuen Gesellschaftshauses, wobei der gründerzeitliche Charakter erhalten blieb und eine harmonische Einfügung in das Landschaftsbild erfolgte. 1904 wurde ein weiterer Festsaal angefügt. Durch Stadtbauinspektor Wilhelm Berner wurde an den Café-Saal eine Pergola angebaut. Es entstand eine großzügige Anlage aus langen ein- bis zweigeschossigen Ziegelbauten. Sie verfügen über eine Hochparterre und sind mit flachen Sattel- und Walmdächern bedeckt. Die Architektur ist eklektizistisch. Es finden sich Elemente altdeutscher Fachwerkarchitektur, des Schweizerhausstils sowie des Neobarock. Das Erscheinungsbild der Anlage wird von großen Fensteröffnungen mit Korbbögen dominiert. Den Gebäuden sind Arkaden, Terrassen, Veranden und Pergolen vorgelagert, mit denen die Räume sich zur Parklandschaft hin öffnen. An Gesimsen und Portalen bestehen zum Teil aufwändig gestaltete Stuckverzierungen und gemalte Ornamente.
Auf der Rückseite der Anlage nach Norden zum Park hin befindet sich der große Festsaal. Er ist mit einem Fachwerkobergeschoss versehen und im Jugendstil gestaltet. Die Säle der Anlage sind hoch und licht und mit hölzernen Decken versehen und mit dominierenden Sprengwerk versehen. Auf der Südseite besteht der flach vorgelagerte Bau des Café-Saals. Darüber hinaus bestehen Remisengebäude.
In der Spitzenzeit hatte der Herrenkrug in den Gebäuden und Parkanlagen insgesamt 12.000 Sitzplätze.
Nach dem Zweiten Weltkrieg verfiel die Anlage. Größere Teile der Umgebung wurden von der sowjetischen Armee genutzt. Das Alte Gesellschaftshaus wurde Ende der 1950er abgerissen. Weitgehend original erhalten blieb jedoch das Neue Gesellschaftshaus.
Im Jahr 1990 entstanden Pläne ein größeres Hotelprojekt an diesem Standort umzusetzen, wobei man das denkmalgeschützte Neue Gesellschaftshaus Herrenkrug mit einbezog. Die Bauarbeiten erfolgten ab 1992. Als Architekten waren Hans Krafft und Werner Behrens tätig. In einem ersten Bauabschnitt wurde mit hohem Aufwand eine Restaurierung der historischen Bausubstanz durchgeführt. Auch der Eiskeller und die Remise wurden in die Anlage einbezogen. In der Remise wurden Konferenzräume eingerichtet. Der Hotelneubau umfasst eine Bruttogeschossfläche von 7.535,83 m² und einem Bruttorauminhalt von 32.548,35 m³.
Finanziert von 33 Gesellschaftern wurde am 1. September 1994 das Herrenkrug Parkhotel eröffnet. In der Literatur wird zum Teil der Hotelneubau als Beeinträchtigung des Kulturdenkmals beurteilt, wobei jedoch durch die neue Nutzung eine Erhaltung des denkmalgeschützten Teils befördert wurde. Andere sehen eine liebevolle Zusammenfügung. Bundespräsident Roman Herzog äußerte sich bei einem Besuch dahingehend, dass eine gelungene Symbiose aus Altem und Neuem erfolgt sei, was nur selten so harmonisch gelinge wie im Herrenkrug.
Das Neue Gesellschaftshaus Herrenkrug wird als wichtiges architektur- und sozialhistorisch bedeutsames Zeugnis der repräsentativen Architektur von Restaurants in der Gründerzeit betrachtet.
Beim Elbehochwasser 2002 war das Hotel betroffen und musste vier Monate für Sanierungen geschlossen werden. 2006 wurde ein Hochwasserschutz eingerichtet, der auf den Pegel des als extremes Jahrhunderthochwasser eingeschätzten Hochwassers von 2002 plus 20 Zentimeter ausgerichtet war. Das Elbehochwasser 2013 übertraf den Pegel von 2002 jedoch um 74 Zentimeter. Es kam zu einer erneuten Überflutung des Hotels und schweren Schäden. Die Sanierung nahm neun Monate in Anspruch. Es wurde sodann ein mobiler Hochwasserschutz angeschafft, der bei Bedarf das Hotel in einem Ring mit 536 Metern Umfang umschließt und seit November 2014 bereitsteht. Vor Ort ist bei normalen Wasserständen nur das Fundament im Boden zu erkennen.
Im örtlichen Denkmalverzeichnis ist das Neue Gesellschaftshaus Herrenkrug unter der Erfassungsnummer 094 82728 als Baudenkmal verzeichnet.